# آنتونی وود
آنتونی وود (انگلیسی: Anthony Wood؛ زادهٔ ۱۹۶۵/۱۹۶۶ (۵۸–۵۹ سال)) کارآفرین اهل ایالات متحده آمریکا است، که در سال ۲۰۰۲ شرکت راکو را تأسیس کرد.